# Guardea
Guardea är en ort och kommun i provinsen Terni i regionen Umbrien i Italien. Kommunen hade 1 780 invånare (2018).